# Ана Велика Комнин (ћерка цара Давида)
Ана Велика Комнин (модерни грчки: Αννα Μεγαλη Κομνηνη, позната и као Ана Хатун, отомански турски: انا فاتنة од 1447 - после 1463. године) била је трапезунтска принцеза и ћерка последњег цара Трапезунта Давида II Великог Комнина и његове друге жене царице Хелене Кантакузин.
Постала је једна од супруга османског султана Мехмеда II Освајача.

## Биографија
Отац ју је понудио за жену султану Мехмеду II када је заузео Цариград 1453. године, али је он то одбио. Међутим, 1461. године, након што је султан Мехмед II освојио Трапезунт, одлучио је да Ану дода свом харему. Међутим, мало је вероватно да је до брака икада дошло: већ неколико генерација османске династије више није рађало децу са страним племкињама, како би избегла спољно мешање у наслеђе.
Султан Мехмед II је 1463. године, погубио цара Давида, тројицу његових синова и његовог братанца цара Алексија V (син цара - савладара Александра Великог Комнина и царице Марије Гатилузијо, која је касније постала супруга султана Мехмеда II) под оптужбом да су комуницирали са султановим непријатељима султаном Узун Хасаном и његовом женом султанијом Деспином Хатун ( Давидова братаница, ћерка цара Јована IV Великог Комнина). Ана је била осумњичена да је омогућила размену писама, али на крају није претрпела никакве последице.
Исте године, међутим, султан Мехмед II ју је удао за свог везира, Заган - пашу, који је раније био ожењен његовом сестром Фатмом Хатун. Заузврат, султан Мехмед II се оженио Хатиџом Хатун, једном од Заганових ћерки од његове прве жене, Сити Нефисе Хатун.
Анина судбина није сигурна. Према неким изворима, Ану је убио њен муж јер није хтела да се преобрати, док се према другима поново удала за Елванбејзаде Синан Бега након што је остала удовица или се развела.
Њен датум смрти је непознат, као и место сахране.